# Pennsylvanie
La Pennsylvanie , officiellement le Commonwealth de Pennsylvanie (en anglais : Pennsylvania /ˌpɛn.səlˈveɪ.niə/ et Commonwealth of Pennsylvania), est un État des États-Unis, bordé au nord-ouest par le lac Érié, au nord par l'État de New York, à l'est par le New Jersey, au sud par le Delaware, le Maryland et la Virginie-Occidentale et à l'ouest par l'Ohio.
En 2024, sa population s'élève à 13 078 751 habitants.

## Histoire

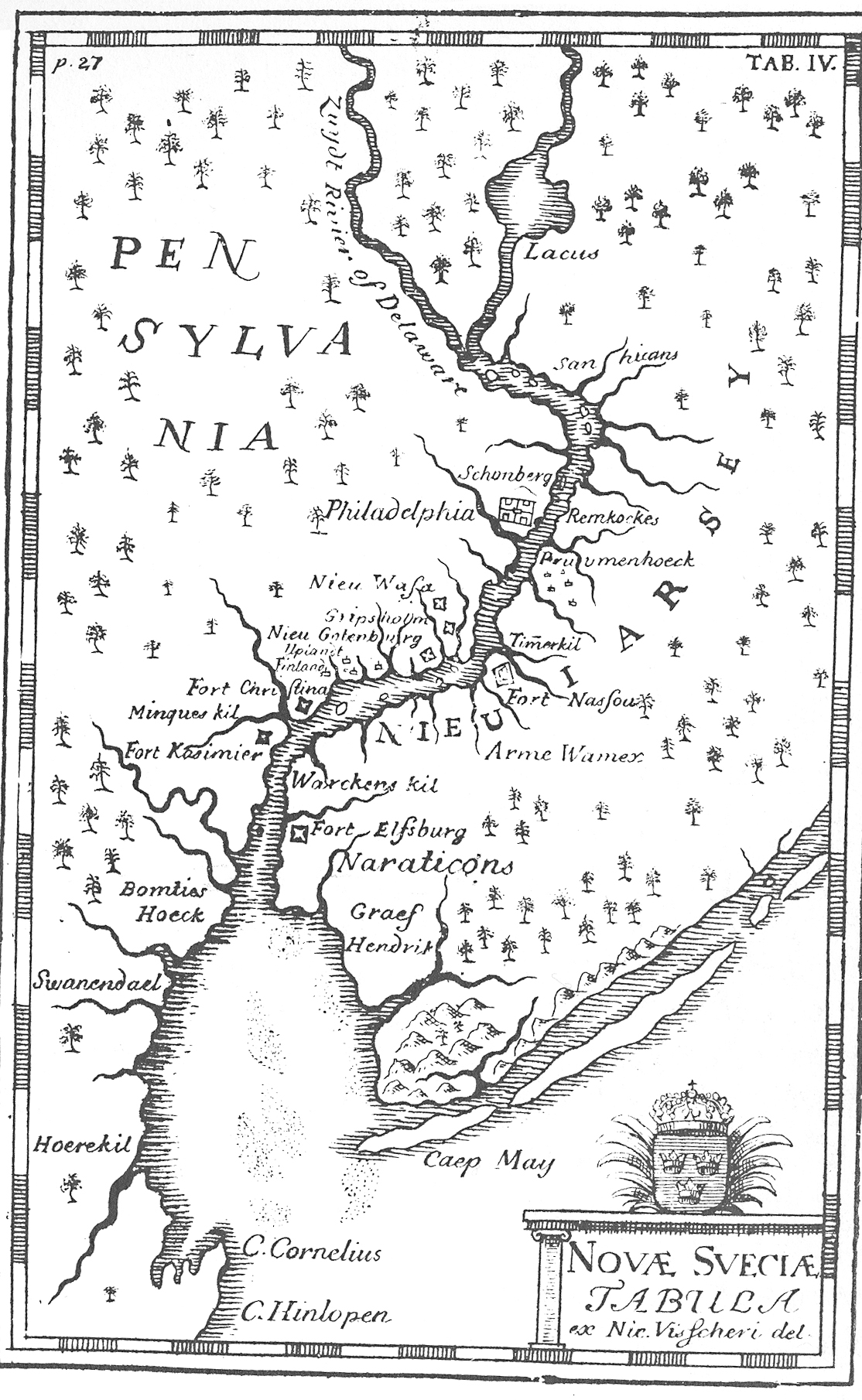
Une carte en néerlandais de la région du delta du fleuve Delaware en 1700, alors passée sous contrôle anglais.

Avant sa colonisation, la région était habitée par les Lenapes (aussi connus sous le nom de Delawares), les Susquehannock, Iroquois, Ériés, Chaouanons, et d'autres tribus amérindiennes.
La forte influence suédoise issue de la colonisation de la Nouvelle-Suède sur les berges du fleuve Delaware entre 1638 et 1655 est toujours présente à l'époque des débuts de la Pennsylvanie qui comprenait aussi les comtés du futur État du Delaware.
L'histoire coloniale des territoires de la Pennsylvanie est intimement liée à celle des berges du Delaware, conséquemment elle recoupe celle de l'État du Delaware. La région intérieure ne sera colonisée qu'au XVIIIe siècle.
Avec la fondation de la Compagnie virginienne de Londres et l'établissement des premiers colons à Jamestown en 1607, les territoires du Delaware et de la Pennsylvanie sont considérés comme faisant partie intégrante de la colonie anglaise et ce malgré la méconnaissance réelle de la géographie et de l'hydrographie de la côte est américaine.
Si, dès le voyage d'Henry Hudson pour le compte de la Compagnie néerlandaise des Indes orientales, en 1609, les Provinces-Unies réclament le bassin hydrographique du fleuve Delaware, ce n'est qu'en 1625 que la Compagnie néerlandaise des Indes occidentales, nouvellement formée, va voir l'établissement de quelques colons sur les rives du cours d'eau. En 1625, Pierre Minuit, gouverneur de la colonie, rapatrie les trois communautés dispersées sur le territoire de la Nouvelle-Néerlande (Delaware, Fort Orange et Connecticut) pour solidifier l'entreprise coloniale sur l'île de Manhattan, fondant ainsi La Nouvelle-Amsterdam à même les terres nouvellement achetées aux Amérindiens. Une entreprise néerlandaise seigneuriale (patroonship en anglais) tente une seconde colonisation de la rive sud du Delaware en 1631. L'entreprise de Swaanendael est de courte durée et le territoire passe officieusement aux mains des Suédois entre 1638 et 1655. La Nouvelle-Suède, fondée par l'ancien gouverneur de la colonie néerlandaise plus au nord, Pierre Minuit, n'existe que pendant 17 ans mais réussit néanmoins à enraciner durablement une communauté d'au moins 500 colons scandinaves. Las de la présence d'une colonie étrangère à même le territoire des Nouveaux-Pays-Bas, Pieter Stuyvesant dirige une expédition contre le Fort Christina en 1655 et met fin à l'aventure suédoise au Nouveau Monde. Cependant, jusqu'à l'immigration massive de Britanniques, de quakers et d'Irlandais-Écossais (Scotch-Irish), le delta du Delaware demeura résolument luthérien et empreint d'une forte influence suédoise. Après la conquête de La Nouvelle-Amsterdam en 1664, la ville est renommée New York et les territoires adjacents passent sous souveraineté anglaise et font partie de la Province de New York jusqu'en 1682. En 1683, les premiers Allemands sont arrivés en Amérique en Pennsylvanie.
C'est l'un des treize États fondateurs des États-Unis. Le roi Charles II d'Angleterre avait contracté un emprunt important auprès du père de William Penn. Comme remboursement, il octroya à William Penn une grande région au sud-ouest du New Jersey le 4 mars 1682, contenant tant la Pennsylvanie que le Delaware actuel. Penn appela la région Sylvania (forêt en latin), que Charles changea en Pennsylvanie. La colonie accueille des sectes allemandes et les baptistes irlandais et gallois. Le climat de tolérance religieuse encourage l'économie. Après la guerre de Trente Ans (1618-1648) dans l'empire germanique, 125 000 luthériens allemands s'installent en Pennsylvanie.
Vers 1720-1730, le pain est déjà trois fois moins cher qu'au Massachusetts, notamment qu'à Boston. Vers 1750, la population de Philadelphie dépasse celle de Boston. La Pennsylvanie s'émancipe en 1760 de la tutelle seigneuriale des frères Penn, héritiers privilégiés du généreux fondateur. L'ambassadeur pour le procès à Londres n'est autre que Benjamin Franklin, un ancien imprimeur de Philadelphie entré au service des postes royales et en politique. Seul le royal souverain est en mesure de lever taxes et impôts sur la colonie. La Pennsylvanie est un contributeur net d'environ 500 000 livres par an, elle ne reçoit au mieux que 60 000 livres de la couronne britannique. Ses données fiscales souvent niées par les autorités britanniques rendent sensibles la volonté de taxer à merci toute activité coloniale rentable.
Dans les années 1770, la Pennsylvanie par son opposition au Stamp Act devint l'un des principaux foyers de la révolution américaine et Philadelphie fit office de capitale des États-Unis jusqu'à l'achèvement de Washington en 1799. Les deux Congrès continentaux siégèrent dans cette ville où furent adoptées la Déclaration d'indépendance et la déclaration des droits.
Afin d'occuper une position plus centrale, la capitale de l'État fut déplacée de Philadelphie à Lancaster en 1799, puis à Harrisburg en 1812.
En 1859, c'est dans le nord-est de l'État qu'Edwin Drake fora, selon la tradition populaire, le premier puits de pétrole moderne[réf. nécessaire].
En raison de la crise économique qui frappe les États-Unis à partir de 1873, les vagabonds sont de plus en plus nombreux et sont persécutés par les groupes de vigilantes organisés par les plus fortunés. Le vice-président de la Pennsylvania Railroad Alexander Cassat organise sa propre milice pour chasser tous les vagabonds de l’État. Pour réprimer les grèves, la Garde nationale dirigée par le général J.K. Siegfried se montre particulièrement brutale. À la fin des opérations, elle avait fait plus d'une centaine de morts dans l’État.
En 1897, pour protester contre les salaires d'un dollar environ par jour et l'obligation qui leur était faite de tout acheter dans les magasins de la compagnie, 400 mineurs majoritairement d'origine slave défilent en direction des mines Pardee. Le shérif et des miliciens payés par le patronat ouvrent le feu sur la manifestation, tuant 19 mineurs et en blessant 39 autres — dont beaucoup d'une balle dans le dos, car les miliciens les poursuivirent. Les 87 miliciens inculpés seront tous acquittés par la justice au cours d'un procès à la tonalité particulièrement xénophobe.

## Géographie

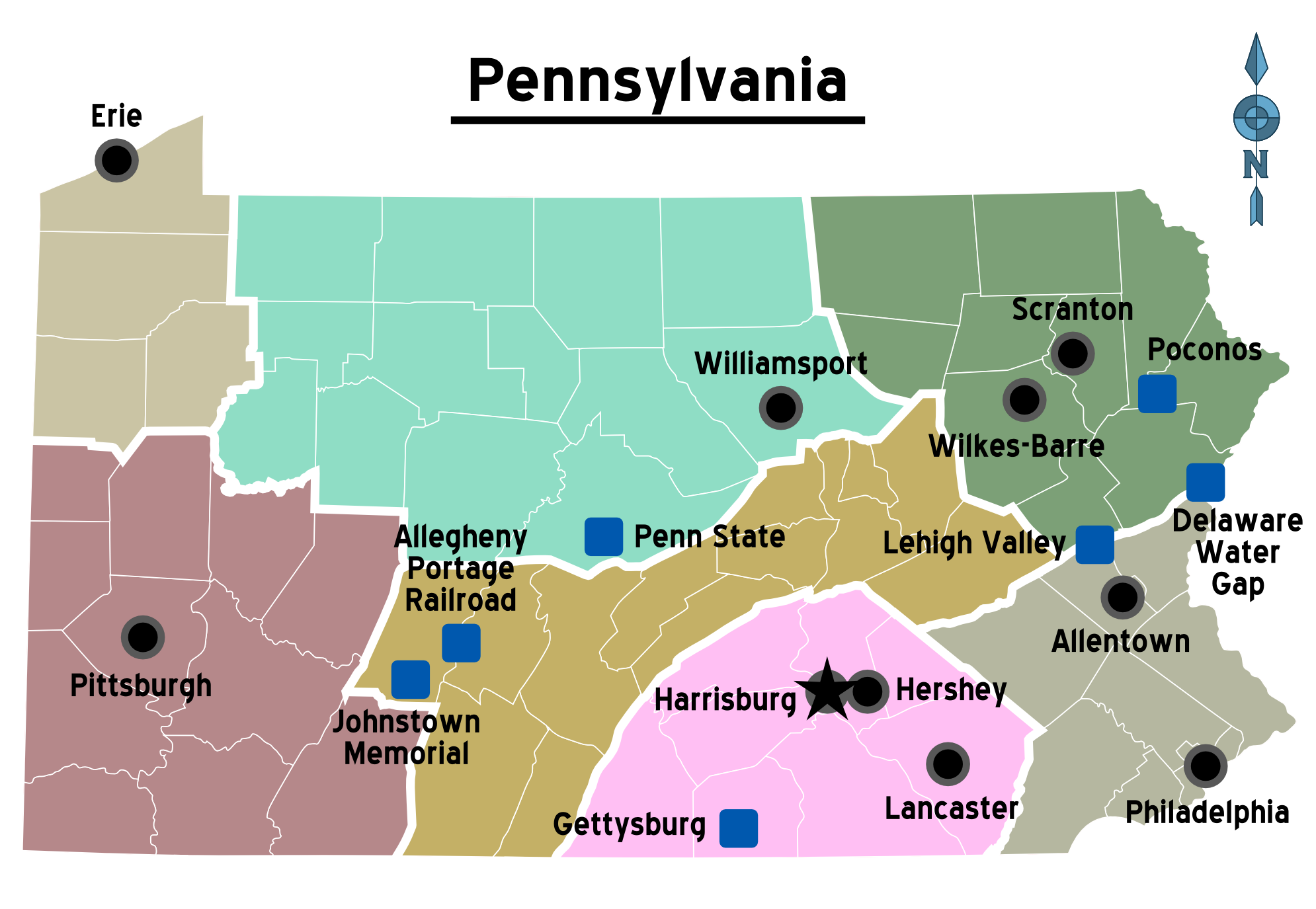
Carte des régions de Pennsylvanie.
Allegheny et vallée de la Susquehanna
Région d'Érie
Pennsylvania Dutch Country
Pennsylvania Wilds
Région de Philadelphie
Région de Pittsburgh
Poconos et Endless Mountains

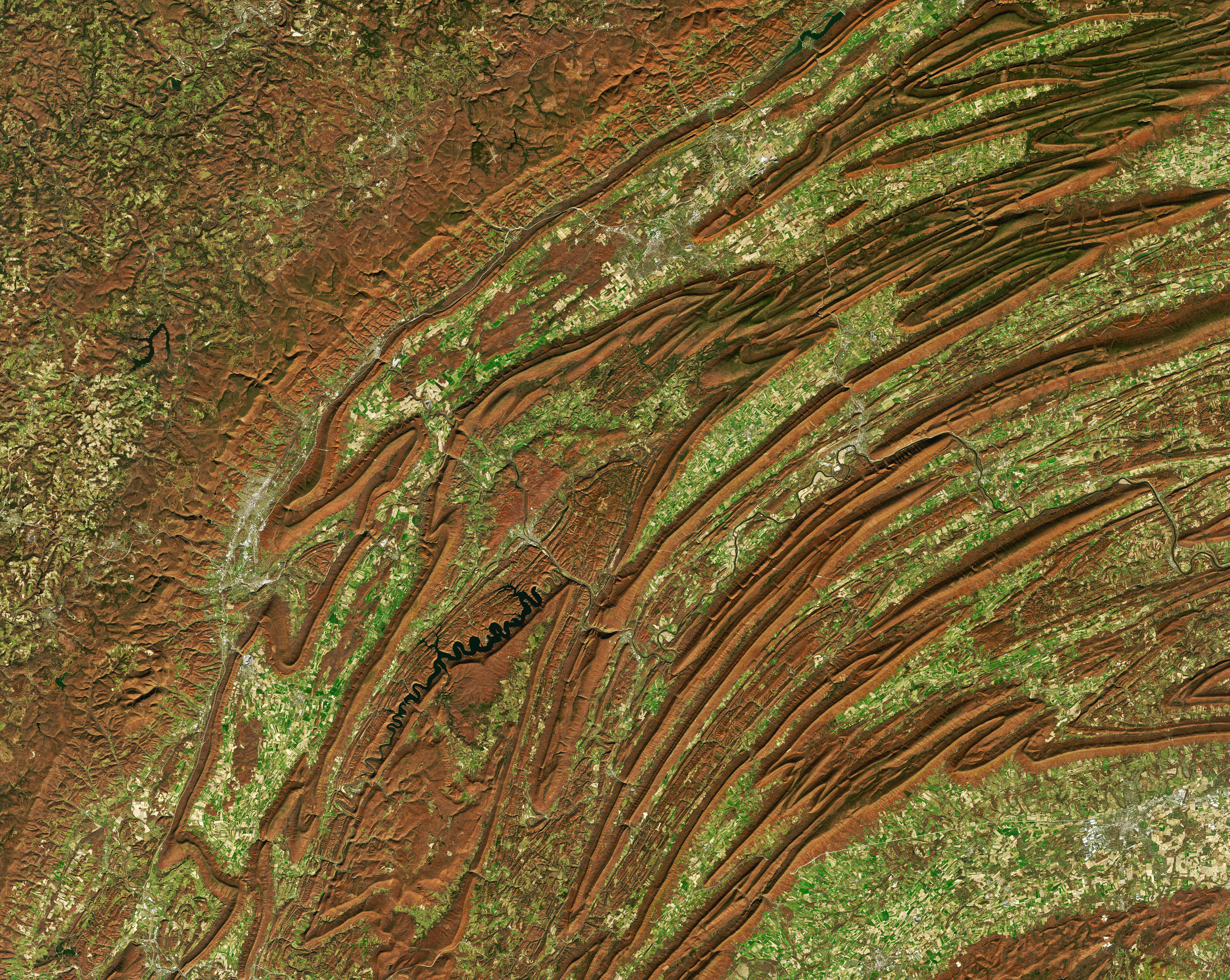
Les montagnes plissées du centre de la Pennsylvanie avaient dépassé le stade du feuillage, mais elles étaient toujours colorées lorsque l'imageur opérationnel (OLI) du satellite Landsat 8 est passé le 9 novembre 2020. Les images en couleur naturelle ci-dessus montrent la région vallonnée autour du State College, en Pennsylvanie ; celle du dessous montre la même scène superposée sur un modèle numérique d'élévation pour mettre en évidence la topographie de la région. Cette région de collines et de vallées ondulantes fait partie d'une formation géologique connue sous le nom de Valley and Ridge Province qui s'étend de New York à l'Alabama. Les vues satellite en gros plan et en oblique montrent le Mont Nittany, le State College et l'University Park, siège de l'université d'État de Pennsylvanie.

La Pennsylvanie s'étend sur 274 km du nord au sud et sur 455 km d'est en l'ouest. C'est le 33e État au niveau de sa superficie. En 2000, elle comptait 12 281 054 habitants, soit une densité de 106 hab./km2. La Pennsylvanie est l'un des quatre États (sur 50) à porter le titre de Commonwealth. La Pennsylvanie dite aussi « L'État clef-de-voûte » (The Keystone State), est surnommée ainsi en raison de sa situation géographique entre les États du Nord et les États du Sud, et entre la côte atlantique et le Midwest.
La Pennsylvanie a 82 km de côtes le long du lac Érié et 92 km de côtes le long de l'estuaire du Delaware. Ses principaux fleuves et rivières sont le Delaware, la Susquehanna, la Monongahela, l'Allegheny et l'Ohio. Le point culminant se situe au mont Davis, à 979 mètres d'altitude. La Pennsylvanie est traversée en diagonale par la chaîne des Appalaches, du sud-ouest au nord-est. Au nord-ouest de ces montagnes, le plateau de l'Allegheny se poursuit vers le sud de l'État de New York. Il abrite d'importantes ressources fossiles (gaz naturel, pétrole). Ce relief justifie le fait que l'on considère parfois le tiers occidental de l'État comme une unité géophysique à part entière : il fait partie du bassin du Mississippi et son économie est caractérisée par les industries sidérurgiques aux alentours de Pittsburgh.

### Aires protégées
Le National Park Service gère les sites suivants en Pennsylvanie :
- Valley Forge National Historical Park (en)
- Allegheny National Recreation Area
- Sentier des Appalaches
- Lackawanna Heritage Valley National and State Heritage Area (en)
- Captain John Smith Chesapeake National Historic Trail (en)
- Baie de Chesapeake
- Delaware and Lehigh National Heritage Corridor (en)
- Delaware Water Gap National Recreation Area
- Edgar Allan Poe National Historic Site
- Eisenhower National Historic Site
- First State National Historical Park (en)
- Flight 93 National Memorial
- Fort Necessity
- Friendship Hill National Historic Site (en)
- Gettysburg Battlefield (en)
- Gloria Dei (Old Swedes') Church (en)
- Hopewell Furnace National Historic Site (en)
- Parc national historique de l'indépendance
- Johnstown Flood National Memorial
- Lower Delaware National Wild and Scenic River
- North Country Trail
- Oil Region National Heritage Area (en)
- Potomac Heritage Trail
- Rivers of Steel National Heritage Area (en)
- Schuylkill River National and State Heritage Area (en)
- Steamtown National Historic Site (en)
- Thaddeus Kosciuszko National Memorial (en)
- Upper Delaware Scenic and Recreational River (en)
- Washington–Rochambeau Revolutionary Route (en)
- Benjamin Franklin National Memorial

## Subdivisions administratives

### Comtés
L'État de Pennsylvanie est divisé en 67 comtés.

### Agglomérations
L'État est en partie intégré au BosWash, une mégalopole s'étendant sur plusieurs États du Nord-Est des États-Unis entre Boston et Washington.

#### Aires métropolitaines et micropolitaines
Le Bureau de la gestion et du budget a défini vingt aires métropolitaines et seize aires micropolitaines dans ou en partie dans l'État de Pennsylvanie.
| Zone urbaine                                | Population (2010)     | Population (2013)     | Variation (2010-2013) | Rang national (2013) |
| ------------------------------------------- | --------------------- | --------------------- | --------------------- | -------------------- |
| Philadelphie-Camden-Wilmington, PA-NJ-DE-MD | 4 008 994 (5 965 343) | 4 063 958 (6 034 678) | 1,4 % (1,2 %)         | (6)                  |
| Pittsburgh, PA                              | 2 356 285             | 2 360 867             | 0,2 %                 | 22                   |
| Allentown-Bethlehem-Easton, PA-NJ           | 712 481 (821 173)     | 719 669 (827 048)     | 1 % (0,7 %)           | (68)                 |
| Scranton-Wilkes Barre-Hazleton, PA          | 563 631               | 562 037               | -0,3 %                | 95                   |
| Harrisburg-Carlisle, PA                     | 549 475               | 557 711               | 1,5 %                 | 96                   |
| Lancaster, PA                               | 519 445               | 529 600               | 2 %                   | 102                  |
| York-Hanover, PA                            | 434 972               | 438 965               | 0,9 %                 | 115                  |
| Reading, PA                                 | 411 442               | 413 521               | 0,5 %                 | 128                  |
| Erie, PA                                    | 280 566               | 280 294               | -0,1 %                | 164                  |
| East Stroudsburg, PA                        | 169 842               | 167 148               | -1,6 %                | 244                  |
| State College, PA                           | 153 990               | 155 403               | 0,9 %                 | 259                  |
| Chambersburg-Waynesboro, PA                 | 149 618               | 152 085               | 1,7 %                 | 266                  |
| Johnstown, PA                               | 143 679               | 140 499               | -2,2 %                | 288                  |
| Lebanon, PA                                 | 133 568               | 135 486               | 1,4 %                 | 296                  |
| Altoona, PA                                 | 127 089               | 126 314               | -0,6 %                | 311                  |
| Williamsport, PA                            | 116 111               | 116 754               | 0,6 %                 | 326                  |
| Youngstown-Warren-Boardman, OH-PA           | 116 638 (565 773)     | 115 195 (555 506)     | -1,2 % (-1,8 %)       | (97)                 |
| Gettysburg, PA                              | 101 407               | 101 546               | 0,1 %                 | 349                  |
| Bloomsburg-Berwick, PA                      | 85 562                | 85 338                | -0,3 %                | 368                  |
| New York-Newark-Jersey City, NY-NJ-PA       | 57 369 (19 567 410)   | 56 591 (19 949 502)   | -1,4 % (2 %)          | (1)                  |

| Zone urbaine     | Population (2010) | Population (2013) | Variation (2010-2013) | Rang national (2013) |
| ---------------- | ----------------- | ----------------- | --------------------- | -------------------- |
| Pottsville, PA   | 148 289           | 146 920           | -0,9 %                | 5                    |
| Sunbury, PA      | 94 528            | 94 076            | -0,5 %                | 39                   |
| New Castle, PA   | 91 108            | 89 333            | -2 %                  | 48                   |
| Indiana, PA      | 88 880            | 87 745            | -1,3 %                | 51                   |
| Meadville, PA    | 88 765            | 87 376            | -1,6 %                | 53                   |
| DuBois, PA       | 81 642            | 81 174            | -0,6 %                | 64                   |
| Somerset, PA     | 77 742            | 76 520            | -1,6 %                | 79                   |
| Sayre, PA        | 62 622            | 62 316            | -0,5 %                | 132                  |
| Oil City, PA     | 54 984            | 53 907            | -2 %                  | 179                  |
| Lewistown, PA    | 46 682            | 46 616            | -0,1 %                | 238                  |
| Huntingdon, PA   | 45 913            | 45 694            | -0,5 %                | 251                  |
| Lewisburg, PA    | 44 947            | 44 867            | -0,2 %                | 262                  |
| Bradford, PA     | 43 450            | 42 979            | -1,1 %                | 279                  |
| Warren, PA       | 41 815            | 40 885            | -2,2 %                | 302                  |
| Lock Haven, PA   | 39 238            | 39 954            | 1,8 %                 | 312                  |
| Selingsgrove, PA | 39 702            | 39 865            | 0,4 %                 | 313                  |

En 2010, 96,7 % des Pennsylvaniens résidaient dans une zone à caractère urbain, dont 88,1 % dans une aire métropolitaine et 8,6 % dans une aire micropolitaine. Les aires métropolitaines de Philadelphia-Camden-Wilmington et Pittsburgh regroupaient respectivement 31,6 % et 18,5 % de la population de l'État.

#### Aires métropolitaines combinées
Le Bureau de la gestion et du budget a également défini onze aires métropolitaines combinées dans ou en partie dans l'État de Pennsylvanie.
| Zone urbaine                                   | Population (2010)     | Population (2013)     | Variation (2010-2013) | Rang national (2013) |
| ---------------------------------------------- | --------------------- | --------------------- | --------------------- | -------------------- |
| Philadelphia-Reading-Camden, PA-NJ-DE-MD       | 4 420 436 (7 067 807) | 4 477 479 (7 146 706) | 1,3 % (1,1 %)         | (8)                  |
| Pittsburgh-New Castle-Weirton, PA-OH-WV        | 2 536 273 (2 660 727) | 2 537 945 (2 659 937) | 0,1 % (0 %)           | (20)                 |
| Harrisburg-York-Lebanon, PA                    | 1 219 422             | 1 233 708             | 1,2 %                 | 43                   |
| New York-Newark, NY-NJ-CT-PA                   | 939 692 (23 076 664)  | 943 408 (23 484 225)  | 0,4 % (1,8 %)         | (1)                  |
| Erie-Meadville, PA                             | 369 331               | 367 670               | -0,5 %                | 102                  |
| Bloomsburg-Berwick-Sunbury, PA                 | 264 739               | 264 146               | -0,2 %                | 115                  |
| State College-DuBois, PA                       | 235 632               | 236 577               | 0,4 %                 | 124                  |
| Johnstown-Somerset, PA                         | 221 421               | 217 019               | -2 %                  | 131                  |
| Williamsport-Lock Haven, PA                    | 155 349               | 156 708               | 0,9 %                 | 144                  |
| Washington-Baltimore-Arlington, DC-MD-VA-WV-PA | 149 618 (9 051 961)   | 152 085 (9 443 180)   | 1,7 % (4,3 %)         | (4)                  |
| Youngstown-Warren, OH-PA                       | 116 638 (673 614)     | 115 195 (661 399)     | -1,2 % (-1,8 %)       | (74)                 |

En 2010, les aires métropolitaines combinées de Philadelphia-Reading-Camden et Pittsburgh regroupaient respectivement 34,8 % et 20 % de la population de l'État.

### Municipalités

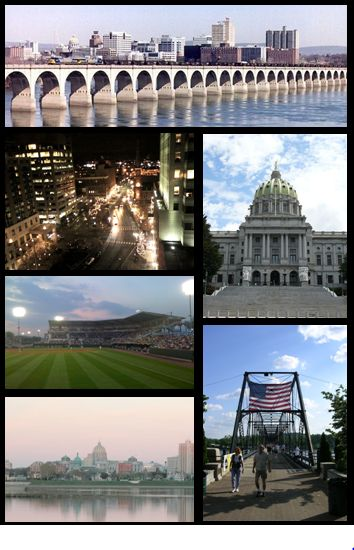
La capitale de Pennsylvanie, Harrisburg.

L'État de Pennsylvanie compte 2 561 municipalités, dont 24 de plus de 40 000 habitants.
| Rang | Municipalité  | Type     | Comté               | Population (2010) | Population (2013) | Variation (2010-2013) |
| ---- | ------------- | -------- | ------------------- | ----------------- | ----------------- | --------------------- |
| 1    | Philadelphia  | City     | Philadelphia        | 1 526 006         | 1 553 165         | 1,8 %                 |
| 2    | Pittsburgh    | City     | Allegheny           | 305 704           | 305 841           | 0 %                   |
| 3    | Allentown     | City     | Lehigh              | 118 032           | 118 577           | 0,5 %                 |
| 4    | Erie          | City     | Erie                | 101 786           | 100 671           | -1,1 %                |
| 5    | Reading       | City     | Berks               | 88 082            | 87 893            | -0,2 %                |
| 6    | Upper Darby   | Township | Delaware            | 82 795            | 82 831            | 0 %                   |
| 7    | Scranton      | City     | Lackawanna          | 76 089            | 75 806            | -0,4 %                |
| 8    | Bethlehem     | City     | Northampton, Lehigh | 74 982            | 75 018            | 0 %                   |
| 9    | Bensalem      | Township | Bucks               | 60 427            | 60 490            | 0,1 %                 |
| 10   | Lancaster     | City     | Lancaster           | 59 322            | 59 325            | 0 %                   |
| 11   | Lower Merion  | Township | Montgomery          | 57 825            | 58 191            | 0,6 %                 |
| 12   | Abington      | Township | Montgomery          | 55 310            | 55 576            | 0,5 %                 |
| 13   | Bristol       | Township | Bucks               | 54 582            | 54 394            | -0,3 %                |
| 14   | Millcreek     | Township | Erie                | 53 515            | 54 239            | 1,4 %                 |
| 15   | Harrisburg    | City     | Dauphin             | 49 528            | 49 188            | -0,7 %                |
| 16   | Haverford     | Township | Delaware            | 48 491            | 48 802            | 0,6 %                 |
| 17   | Lower Paxton  | Township | Dauphin             | 47 360            | 47 968            | 1,3 %                 |
| 18   | Altoona       | City     | Blair               | 46 320            | 45 796            | -1,1 %                |
| 19   | Middletown    | Township | Bucks               | 45 436            | 45 481            | 0,1 %                 |
| 20   | York          | City     | York                | 43 718            | 43 935            | 0,5 %                 |
| 21   | Hempfield     | Township | Westmoreland        | 43 241            | 42 969            | -0,6 %                |
| 22   | Penn Hills    | Township | Allegheny           | 42 329            | 42 295            | -0,1 %                |
| 23   | State College | Borough  | Centre              | 42 034            | 41 757            | -0,7 %                |
| 24   | Wilkes-Barre  | City     | Luzerne             | 41 498            | 41 108            | -0,9 %                |

La municipalité de Philadelphia était la 5e municipalité la plus peuplée des États-Unis en 2013 après celles de New York (8 405 837), Los Angeles (3 884 307), Chicago (2 718 782) et Houston (2 195 914).

## Démographie

### Population

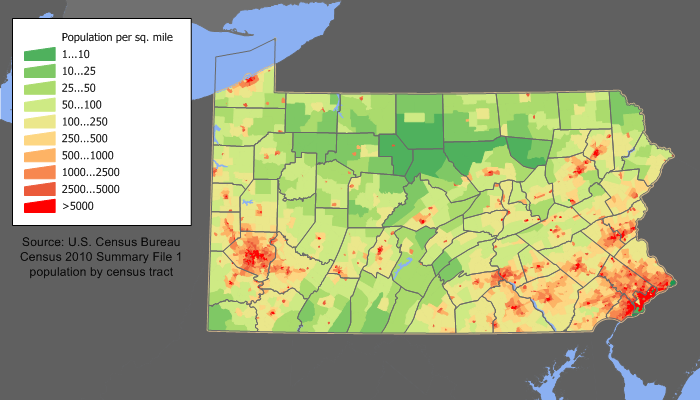
Densités de population en 2010 (en mille carré).

Le Bureau du recensement des États-Unis estime la population de la Pennsylvanie à 12 801 989 habitants au 1er juillet 2019, soit une hausse de 0,78 % depuis le recensement des États-Unis de 2010 qui tablait la population à 12 702 379 habitants. Depuis 2010, l'État connaît la 9e croissance démographique la moins soutenue des États-Unis. En 2024, la population de l'État est estimée à 13 078 751 habitants.
Avec 12 702 379 habitants en 2010, la Pennsylvanie était le 6e État le plus peuplé des États-Unis. Sa population comptait pour 4,11 % de la population du pays. Le centre démographique de l'État était localisé dans le comté de Perry dans le township de Watts.
Avec 109,61 hab./km2 en 2010, la Pennsylvanie était le 9e État le plus dense des États-Unis.
Le taux d'urbains était de 78,7 % et celui de ruraux de 21,3 %.
En 2010, le taux de natalité s'élevait à 11,3 ‰ (11,2 ‰ en 2012) et le taux de mortalité à 9,8 ‰ (9,9 ‰ en 2012). L'indice de fécondité était de 1,81 enfant par femme (1,78 en 2012). Le taux de mortalité infantile s'élevait à 7,3 ‰ (7 ‰ en 2012). La population était composée de 21,98 % de personnes de moins de 18 ans, 9,93 % de personnes entre 18 et 24 ans, 24,62 % de personnes entre 25 et 44 ans, 28,05 % de personnes entre 45 et 64 ans et 15,42 % de personnes de 65 ans et plus. L'âge médian était de 40,1 ans.
Entre 2010 et 2013, l'accroissement de la population (+ 71 422) était le résultat d'une part d'un solde naturel positif (+ 52 931) avec un excédent des naissances (463 777) sur les décès (410 846), et d'autre part d'un solde migratoire positif (+ 23 376) avec un excédent des flux migratoires internationaux (+ 78 567) et un déficit des flux migratoires intérieurs (- 55 191).
Selon des estimations de 2013, 92,1 % des Pennsylvaniens étaient nés dans un État fédéré, dont 73,5 % dans l'État de Pennsylvanie et 18,7 % dans un autre État (8,4 % dans le Nord-Est, 6 % dans le Sud, 2,8 % dans le Midwest, 1,4 % dans l'Ouest), 1,6 % étaient nés dans un territoire non incorporé ou à l'étranger avec au moins un parent américain et 6,2 % étaient nés à l'étranger de parents étrangers (39,1 % en Asie, 29,2 % en Amérique latine, 21,2 % en Europe, 8,2 % en Afrique, 1,9 % en Amérique du Nord, 0,4 % en Océanie). Parmi ces derniers, 51,6 % étaient naturalisés américains et 48,4 % étaient étrangers,.
Selon des estimations de 2012 effectuées par le Pew Hispanic Center, l'État comptait 170 000 immigrés illégaux, soit 1,3 % de la population.

### Composition ethno-raciale et origines ancestrales
Selon le recensement des États-Unis de 2010, la population était composée de 81,92 % de Blancs, 10,85 % de Noirs, 2,75 % d'Asiatiques (0,81 % d'Indiens, 0,67 % de Chinois), 1,87 % de Métis, 0,21 % d'Amérindiens, 0,03 % d'Océaniens et 2,37 % de personnes n'entrant dans aucune de ces catégories.
Les Métis se décomposaient entre ceux revendiquant deux races (1,73 %), principalement blanche et noire (0,69 %), et ceux revendiquant trois races ou plus (0,15 %).
Les non-hispaniques représentaient 94,33 % de la population avec 79,47 % de Blancs, 10,45 % de Noirs, 2,73 % d'Asiatiques, 1,41 % de Métis, 0,13 % d'Amérindiens, 0,02 % d'Océaniens et 0,13 % de personnes n'entrant dans aucune de ces catégories, tandis que les Hispaniques comptaient pour 5,67 % de la population, principalement des personnes originaires de Porto Rico (2,88 %), du Mexique (1,02 %) et de la République dominicaine (0,49 %).
En 2010, l'État de Pennsylvanie avait la 2e plus faible proportion d'Amérindiens après la Virginie-Occidentale (0,02 %) ainsi que la 5e plus faible proportion d'Océaniens après la Virginie-Occidentale (0,02 %), le Vermont (0,03 %), le Maine (0,03 %) et le Michigan (0,03 %).
L'État comptait également le 5e plus grand nombre de Blancs (10 406 288) après la Californie (21 453 934), le Texas (17 701 552), la Floride (14 109 162) et l'État de New York (12 740 974) ainsi que le 5e plus grand nombre de Blancs non hispaniques (10 094 652) après la Californie (14 956 253), le Texas (11 397 345), l'État de New York (11 304 247) et la Floride (10 884 722).
|                                         | 1940  | 1950  | 1960  | 1970  | 1980  | 1990  | 2000  | 2010  |
| --------------------------------------- | ----- | ----- | ----- | ----- | ----- | ----- | ----- | ----- |
| Blancs                                  | 95,22 | 93,86 | 92,36 | 91,04 | 89,79 | 88,54 | 85,37 | 81,92 |
| ———Non hispaniques                      |       |       |       |       | 89,14 | 87,72 | 84,05 | 79,47 |
| Noirs                                   | 4,75  | 6,08  | 7,53  | 8,62  | 8,82  | 9,17  | 9,97  | 10,85 |
| ———Non hispaniques                      |       |       |       |       |       | 9,03  | 9,79  | 10,45 |
| Asiatiques (et Océaniens jusqu'en 1990) | 0,03  | 0,04  | 0,07  | 0,17  | 0,54  | 1,16  | 1,79  | 2,75  |
| ———Non hispaniques                      |       |       |       |       |       |       | 1,78  | 2,73  |
| Autres                                  | 0     | 0,01  | 0,04  | 0,17  | 0,85  | 1,13  | 2,87  | 4,48  |
| ———Non hispaniques                      |       |       |       |       |       |       | 1,17  | 1,68  |
| Hispaniques (toutes races confondues)   |       |       |       |       | 1,30  | 1,95  | 3,21  | 5,67  |

En 2013, le Bureau du recensement des États-Unis estime la part des non hispaniques à 93,7 %, dont 78,2 % de Blancs, 10,6 % de Noirs, 3 % d'Asiatiques et 1,6 % de Métis, et celle des Hispaniques à 6,3 %.
En 2000, les Pennsylvaniens s'identifiaient principalement comme étant d'origine allemande (25,4 %), irlandaise (16,1 %), italienne (11,6 %), anglaise (7,9 %), polonaise (6,7 %) et américaine (5,2 %).
L'État avait les 6e plus fortes proportions de personnes d'origine italienne et polonaise, la 7e plus forte proportion de personnes d'origine irlandaise ainsi que la 10e plus forte proportion de personnes d'origine allemande.
L'État abrite la 6e communauté juive des États-Unis. Selon le North American Jewish Data Bank, l'État comptait 294 925 Juifs en 2013 (471 930 en 1971), soit 2,3 % de la population. Ils se concentraient principalement dans les agglomérations de Philadelphia-Camden-Wilmington (214 600), Pittsburgh (42 800), Allentown-Bethlehem-Easton (8 650) et Harrisburg (7 000). Ils constituaient une part significative de la population dans les comtés de la vallée du Delaware tels que les comtés de Montgomery (8,1 %), Bucks (6,6 %), Philadelphia (4,4 %), Chester (4,2 %) et Delaware (3,8 %), ainsi que dans l'ouest de l'État dans le comté d'Allegheny (3,3 %).
L'État abrite la 2e communauté amish des États-Unis après l'Ohio. Selon une étude effectuée par Joseph F. Donnermeyer, Cory Anderson et Elizabeth C. Cooksey de l'Université d'État de l'Ohio, l'État comptait 59 025 Amish en 2010, soit 0,5 % de la population de l'État et 23,9 % de la population amish américaine. Ils se concentraient essentiellement dans les implantations des comtés de Lancaster-Chester (28 356), Belleville-Reedsville (3 023), New Wilmington (2 807), Smicksburg (2 646) et Spartansburg (1 497), et plus précisément dans les comtés de Lancaster (26 270), Crawford (3 510), Mifflin (2 899), Chester (2 580), Indiana (2 577), Mercer (2 514) et Centre (1 836). Ils constituaient une part significative de la population dans les comtés de Mifflin (6,2 %), Lancaster (5,1 %), Crawford (4 %) et Indiana (2,9 %).
Selon le Young Center for Anabaptist and Pietist Studies, l'État comptait 67 045 Amish en 2014 (32 710 en 1992), soit 0,5 % de la population de l'État et 23,5 % de la population amish américaine. Ils se concentraient essentiellement dans les implantations de Lancaster (32 900), Mifflin (3 360), Indiana (2 795) et New Wilmington (2 415).
Les Hispaniques étaient principalement originaires de Porto Rico (50,9 %), du Mexique (18 %) et de la République dominicaine (8,7 %). Composée à 43,3 % de Blancs, 8,2 % de Métis, 7 % de Noirs, 1,4 % d'Amérindiens, 0,4 % d'Asiatiques, 0,1 % d'Océaniens et 39,5 % de personnes n'entrant dans aucune de ces catégories, la population hispanique représentait 37,0 % des Amérindiens, 25,7 % des Océaniens, 24,9 % des Métis, 3,7 % des Noirs, 3,0 % des Blancs, 0,8 % des Asiatiques et 94,5 % des personnes n'entrant dans aucune de ces catégories.
L'État avait la 7e plus forte proportion de personnes originaires de la République dominicaine (0,49 %) et la 8e plus forte proportion de personnes originaires de Porto Rico (2,88 %).
L'État comptait également le 4e plus grand nombre de personnes originaires de Porto Rico (366 082), le 5e plus grand nombre de personnes originaires de la République dominicaine (62 348), les 8e plus grands nombres de personnes originaires de l'Équateur (10 680) et du Costa Rica (3 048) ainsi que les 10e plus grands nombres de personnes originaires de Cuba (17 930) et d'Argentine (4 269).
Les Asiatiques s'identifiaient principalement comme étant Indiens (29,5 %), Chinois (24,3 %), Coréens (11,6 %), Viêts (11,2 %), Philippins (6,3 %) et Cambodgiens (3,4 %).
L'État comptait le 5e plus grand nombre de Cambodgiens (12 042), les 8e plus grands nombres d'Indiens (103 026), de Chinois (84 812), de Viêts (39 008) et de Bangladais (3 812) ainsi que le 10e plus grand nombre de Coréens (40 505).
Les Métis se décomposaient entre ceux revendiquant deux races (92,2 %), principalement blanche et noire (36,7 %), blanche et asiatique (15,2 %), blanche et autre (11,6 %), blanche et amérindienne (11,6 %), noire et amérindienne (4,5 %) et noire et autre (4,5 %), et ceux revendiquant trois races ou plus (7,8 %).

### Religions
| Religion                    | Pennsylvanie | États-Unis |
| --------------------------- | ------------ | ---------- |
| Catholicisme                | 24           | 20,8       |
| Protestantisme traditionnel | 23           | 14,7       |
| Protestantisme évangélique  | 19           | 25,4       |
| Non-affiliés                | 14           | 15,8       |
| Églises noires              | 5            | 6,5        |
| Agnosticisme                | 4            | 4          |
| Athéisme                    | 3            | 3,1        |
| Judaïsme                    | 1            | 1,9        |
| Islam                       | 1            | 0,9        |
| Hindouisme                  | 1            | 0,7        |
| Autres                      | 5            | 6,2        |

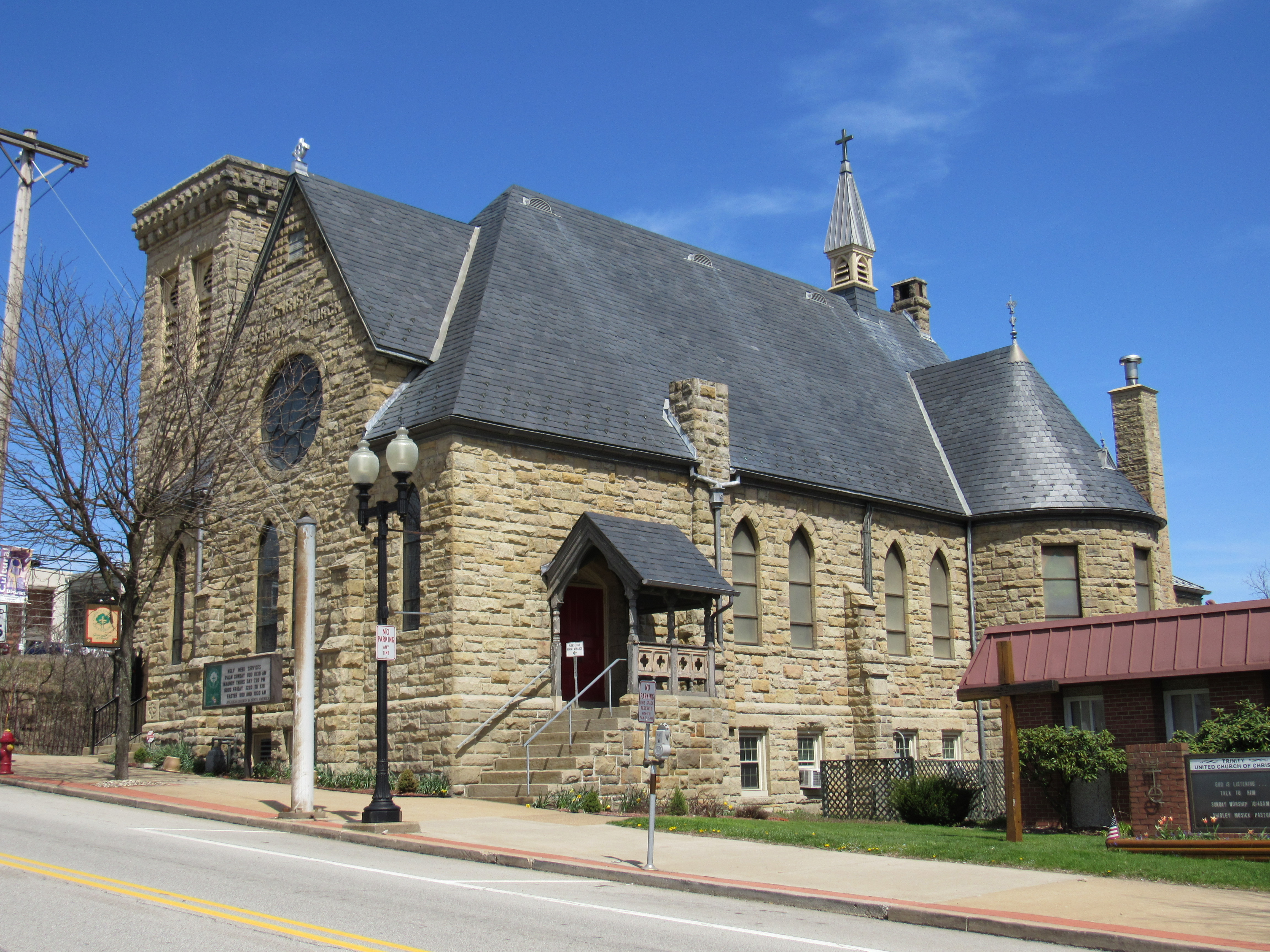
L'église anglicane Christ's Church située à Greensburg.

Selon l'institut de sondage The Gallup Organization, en 2015, 38 % des habitants de Pennsylvanie se considèrent comme « très religieux » (40 % au niveau national), 29 % comme « modérément religieux » (29 % au niveau national) et 34 % comme « non religieux » (31 % au niveau national).
L'État fondé par les quakers, caractérisé dès l'origine par une grande tolérance spirituelle, a accueilli des groupes religieux très divers. On compte notamment encore aujourd'hui les communautés d'Amishs (branche des Mennonites) parmi les plus importantes du pays.

### Langues
En 1790, les germanophones constituaient 25 % de la population. Aujourd'hui, les Pennsylvaniens qui parlent allemand à la maison ne représentent plus que 0,5 % de la population.
Bien que l'anglais ne soit pas proclamé « langue officielle », des lois favorisent l'anglais en Pennsylvanie, il faut par exemple savoir parler anglais pour avoir son permis de conduire ou pour être juré.
Selon l'American Community Survey, en 2010, 90,15 % de la population âgée de plus de 5 ans déclare parler l'anglais à la maison, 4,09 % déclare parler l'espagnol, 0,47 % l'allemand, 0,47 % une langue chinoise, 0,43 % l'italien, 0,40 % l'allemand de Pennsylvanie et 3,99 % une autre langue (français, russe, vietnamien...).

## Économie
(octobre 2017).
La Pennsylvanie est l'un des États les plus industrialisés des États-Unis.
L'agriculture y est bien développée et moderne. L'État produit des céréales (blé, maïs, avoine), de la betterave à sucre, des fruits et légumes. Ainsi l'État est l'un des premiers producteurs de fraises, de tomates, de canneberges, ou encore de pommes et de poires. L'élevage consiste en bovins (lait) et en poulets.
L'industrie a subi une crise profonde et de ce fait une sévère restructuration. L'extraction de minerais de fer, de houille, de pétrole et de gaz a diminué, mais demeure importante. Début 2011, 71 000 forages d'exploitation de gaz de schiste sont actifs.
L'industrie, située à proximité de Philadelphie, se consacre aux industries chimiques (pneumatiques, pétrochimie), textiles et high-tech depuis la crise de l'acier.

## Politique
| Exécutif de l'État | Exécutif de l'État | Exécutif de l'État    | Exécutif de l'État    | Exécutif de l'État | Exécutif de l'État             | Exécutif de l'État | Exécutif de l'État | Exécutif de l'État | Exécutif de l'État | Législature d'État        | Législature d'État | Congrès                   | Congrès |
| Gouverneur         | Gouverneur         | Lieutenant-gouverneur | Lieutenant-gouverneur | Procureur général  | Procureur général              | Auditeur           | Auditeur           | Trésorier          | Trésorier          | Chambre des représentants | Sénat              | Chambre des représentants | Sénat   |
| ------------------ | ------------------ | --------------------- | --------------------- | ------------------ | ------------------------------ | ------------------ | ------------------ | ------------------ | ------------------ | ------------------------- | ------------------ | ------------------------- | ------- |
|                    | Josh Shapiro (D)   |                       | Austin Davis (D)      |                    | Michelle Henry (D) par intérim |                    | Tim DeFoor (R)     |                    | Stacy Garrity (R)  | D : 102, R : 101          | R : 28, D : 22     | D : 9, R : 8              | D : 2   |

### Géographie électorale
Au cours de son histoire la Pennsylvanie a eu cinq constitutions : 1776, 1790, 1838, 1874 et 1968. Auparavant la province a été gouvernée pendant un siècle par le Frame of Government of Pennsylvania qui a eu quatre versions : 1682, 1683, 1696 et 1701.
La Pennsylvanie est un État centriste, très conservateur dans les campagnes et très libéral dans les villes. James Carville, un consultant politique et stratège de la campagne présidentielle de Bill Clinton, définit la Pennsylvanie avec deux îlots progressistes que sont les villes de Philadelphie et Pittsburgh.
Longtemps localement dominé par les républicains, l'État, depuis les années 2000 penche davantage vers les démocrates.
Les comtés les plus régulièrement démocrates de l'État sont ceux de Philadelphie, Delaware, Érié, Allegheny, Lehigh, Northampton, Luzerne et Lackawanna. Les républicains sont généralement dominants dans les comtés de Lancaster, York, Franklin, Westmoreland, Butler, Blair, Lycoming et Cumberland. Généralement, les démocrates dominent dans les grandes zones urbaines telles celles de Philadelphie, Pittsburgh, Érié et Allentown.

### Politique nationale

#### Un «swing state» pour les élections présidentielles
| Année | Républicain | Républicain | Démocrate | Démocrate |
| Année | %           | Voix        | %         | Voix      |
| ----- | ----------- | ----------- | --------- | --------- |
| 1960  | 48,74       | 2 439 956   | 51,06     | 2 556 282 |
| 1964  | 34,70       | 1 673 657   | 64,92     | 3 130 954 |
| 1968  | 44,02       | 2 090 017   | 47,59     | 2 259 405 |
| 1972  | 59,11       | 2 714 521   | 39,13     | 1 796 951 |
| 1976  | 47,73       | 2 205 604   | 50,40     | 2 328 677 |
| 1980  | 49,59       | 2 261 872   | 42,48     | 1 937 540 |
| 1984  | 53,34       | 2 584 323   | 45,99     | 2 228 131 |
| 1988  | 50,70       | 2 300 087   | 48,39     | 2 194 944 |
| 1992  | 36,13       | 1 791 841   | 45,15     | 2 239 164 |
| 1996  | 39,97       | 1 801 169   | 49,17     | 2 215 819 |
| 2000  | 46,43       | 2 281 127   | 50,60     | 2 485 967 |
| 2004  | 48,42       | 2 793 847   | 50,92     | 2 938 095 |
| 2008  | 44,15       | 2 655 885   | 54,47     | 3 276 363 |
| 2012  | 46,59       | 2 680 416   | 51,97     | 2 990 240 |
| 2016  | 48,17       | 2 970 733   | 47,46     | 2 926 441 |
| 2020  | 48,84       | 3 378 263   | 50,02     | 3 459 923 |

La Pennsylvanie est l'un des États les plus convoités lors des élections présidentielles, bien qu'ayant systématiquement donné une majorité aux candidats démocrates entre 1992 et 2012. Il est depuis classé comme un swing state.
L'État est au diapason du vote national de 1828 à 1880, alternant ses votes entre les démocrates, les whigs puis les républicains avec des marges généralement assez restreintes. De 1860 à 1908, la Pennsylvanie apporte constamment ses voix aux républicains. Lors de l'élection présidentielle de 1876, elle apporte notamment ses voix à Rutherford B. Hayes (50,62 %) contre Samuel Jones Tilden (48,25 %) (le premier est élu au niveau national bien qu'ayant remporté moins de voix que le second). En 1912, la Pennsylvanie est l'un des États à voter pour le républicain progressiste Theodore Roosevelt (36,53 %) devant le démocrate Woodrow Wilson (32,49 %) et devant le président et candidat républicain officiel William Howard Taft (22,45 %). De 1916 à 1932, l'État s'ancre davantage encore dans le camp républicain, préférant notamment en 1932, le président sortant Herbert Hoover (50,84 %) contre le candidat démocrate Franklin Delano Roosevelt (45,33 %), élu au niveau national.
Après avoir plébiscité Roosevelt aux élections de 1936, 1940 et 1944, la Pennsylvanie penche de nouveau vers les républicains de 1948 à 1956 avant de se tourner vers les démocrates pour les trois élections suivantes. De nouveau constamment au diapason du vote national de 1972 à 1996, les électeurs de l'État votent avec des marges assez restreintes pour les démocrates depuis l'élection de 2000.
Lors de l'élection présidentielle de 2004, John Kerry remporte l'État de justesse avec 50,92 % des suffrages contre 48,42 % à George W. Bush alors que ce dernier remporte 54 des 67 comtés de l'État, soulignant l'opposition entre les zones plus rurales et les comtés fortement urbanisés. Lors de l'élection présidentielle américaine de 2008, le candidat démocrate Barack Obama remporte l'État avec 55 % des voix face au républicain John McCain (44 %). En 2012, Barack Obama remporte une nouvelle victoire, mais l'écart est alors plus faible, 52 % contre 46,5 %. En 2016, Donald Trump gagne la Pennsylvanie d'une courte avance sur Hillary Clinton, totalisant 48,2 % des bulletins contre 47,5 % pour la candidate démocrate. Le candidat républicain avait multiplié les rassemblements et rallyes dans l’État avant le scrutin.
En 2020, Joe Biden reprend l'État trois jours après que les premiers résultats ont donné une avance de plus de 600 000 voix au président sortant. En effet, le nombre très important de votes par correspondance plébiscités par le camp démocrate dans le contexte de la pandémie de COVID-19 étaient largement en sa faveur, Donald Trump ayant dénoncé des risques de fraude massive. Ces votes ont été dépouillés en tout dernier lieu, d'où la remontée de Biden.
Les politologues déclarent que la Pennsylvanie est l'État crucial pour l'élection présidentielle de 2024,.

#### Représentation nationale
Au niveau fédéral, lors du 118e congrès des États-Unis (législature 2023-2025), la délégation de Pennsylvanie au Congrès des États-Unis comprend deux sénateurs démocrates – Bob Casey, Jr. et John Fetterman, neuf représentants démocrates et huit républicains.

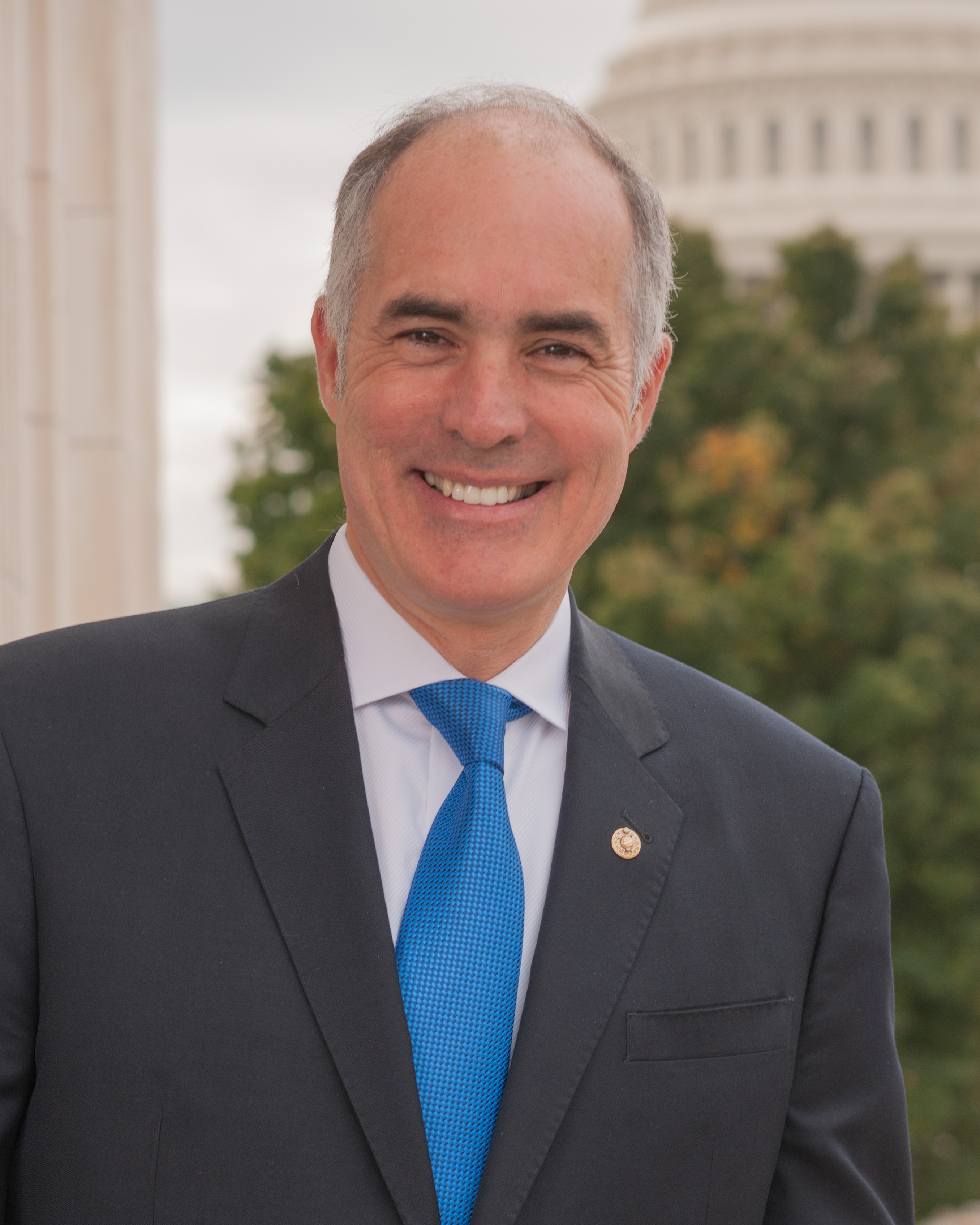
Bob Casey, Jr., sénateur depuis 2007.
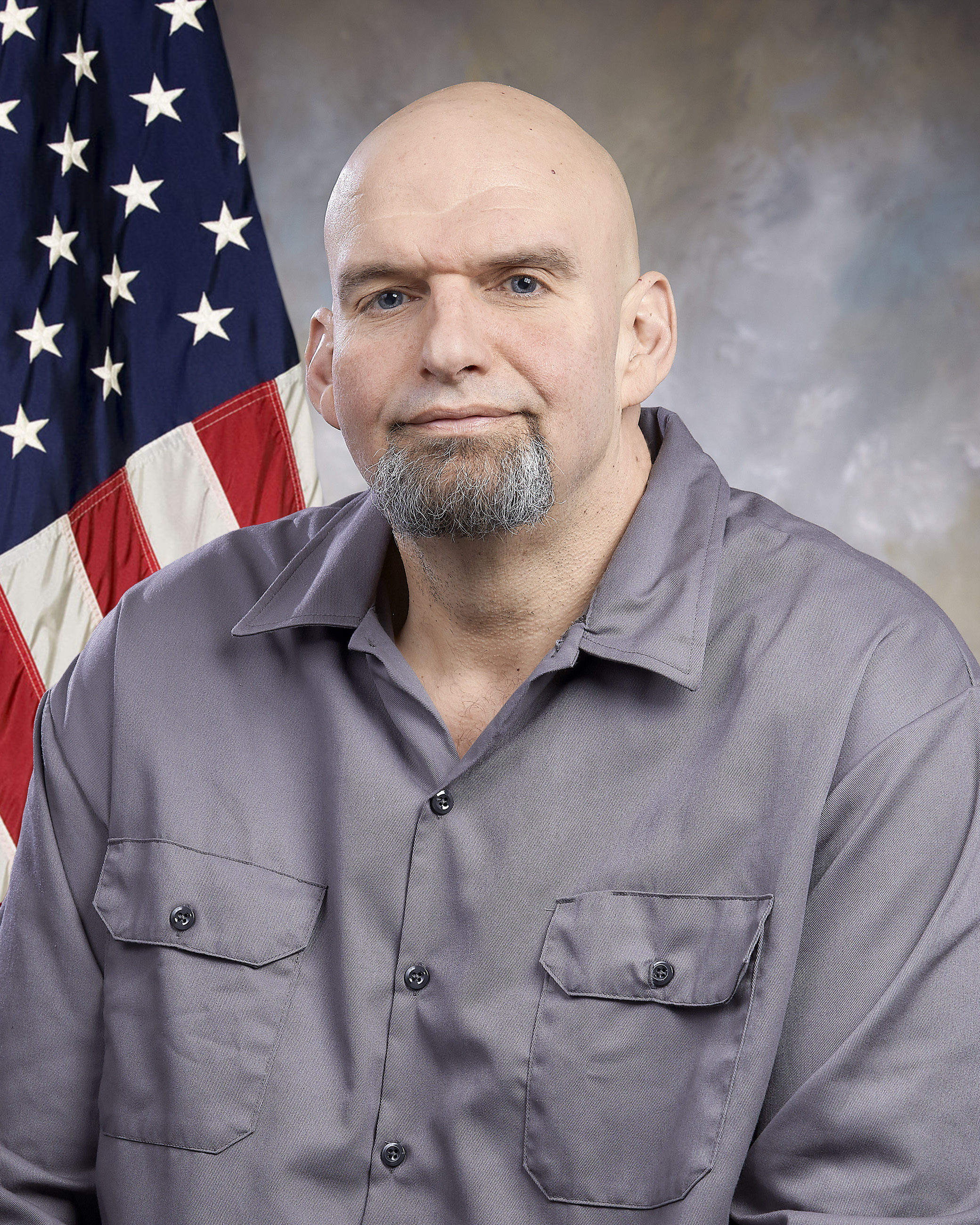
John Fetterman, sénateur depuis 2023.

### Politique locale
Depuis le 17 janvier 2023, le gouverneur est le démocrate Josh Shapiro, avocat et procureur général de l'État, élu le 8 novembre 2022.
L'assemblée de Pennsylvanie comprend un Sénat de 50 membres et une Chambre des représentants de 203 élus. Lors de la législature 2019-2021, le Sénat est contrôlé par une majorité de 29 républicains contre 21 démocrates alors que la chambre des représentants est contrôlée par 110 républicains face à 93 démocrates.
Le pouvoir judiciaire en Pennsylvanie est appelé le système judiciaire unifié de Pennsylvanie. Il consiste en un regroupement des tribunaux de l'État. Les tribunaux de Pennsylvanie sont les suivants :
- la Cour suprême ;
- la Cour supérieure ;
- la Commonwealth Court ;
- les Courts of Common Pleas ;
- les Magisterial District Courts.

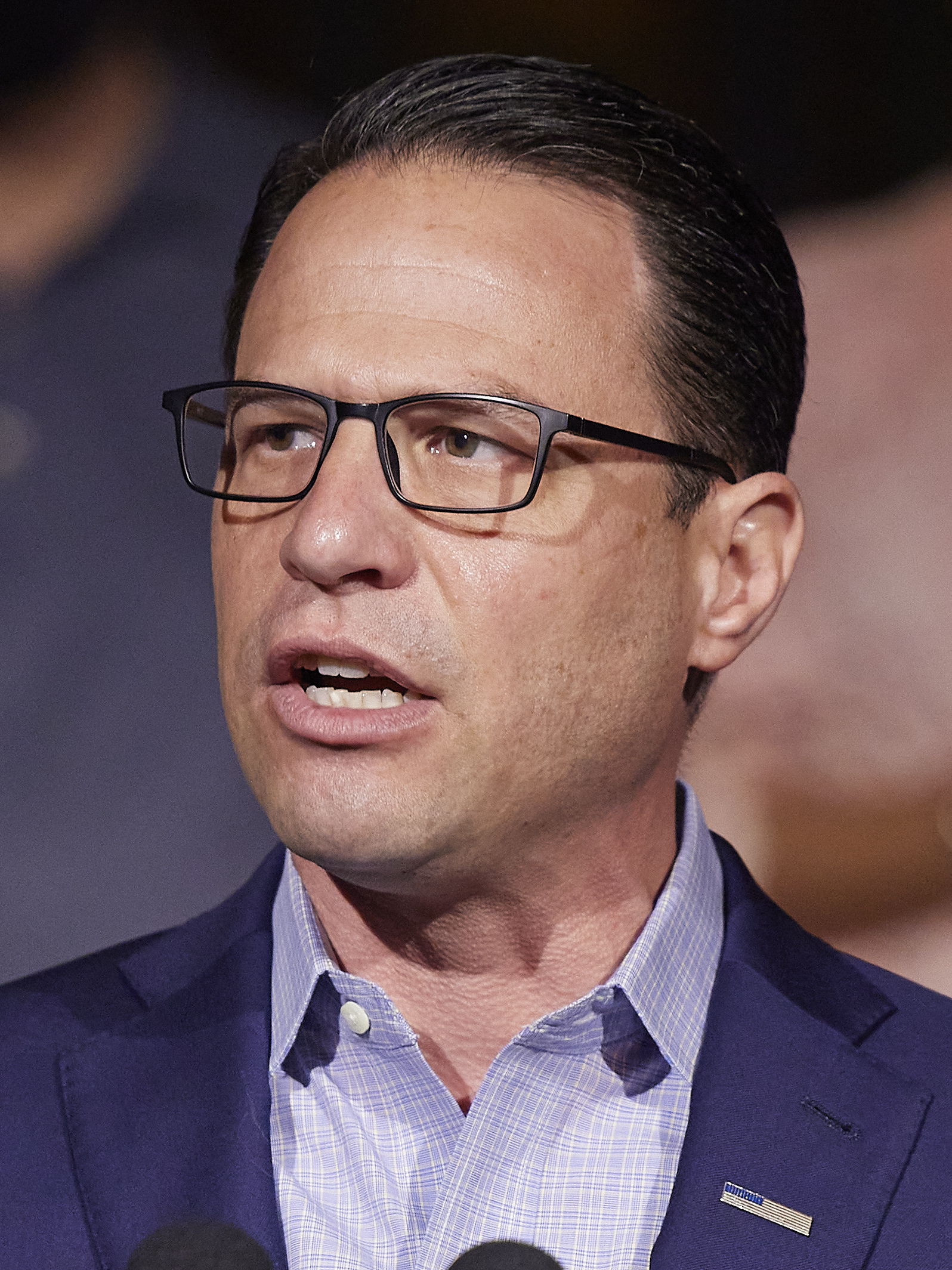
Le gouverneur de Pennsylvanie, Josh Shapiro.
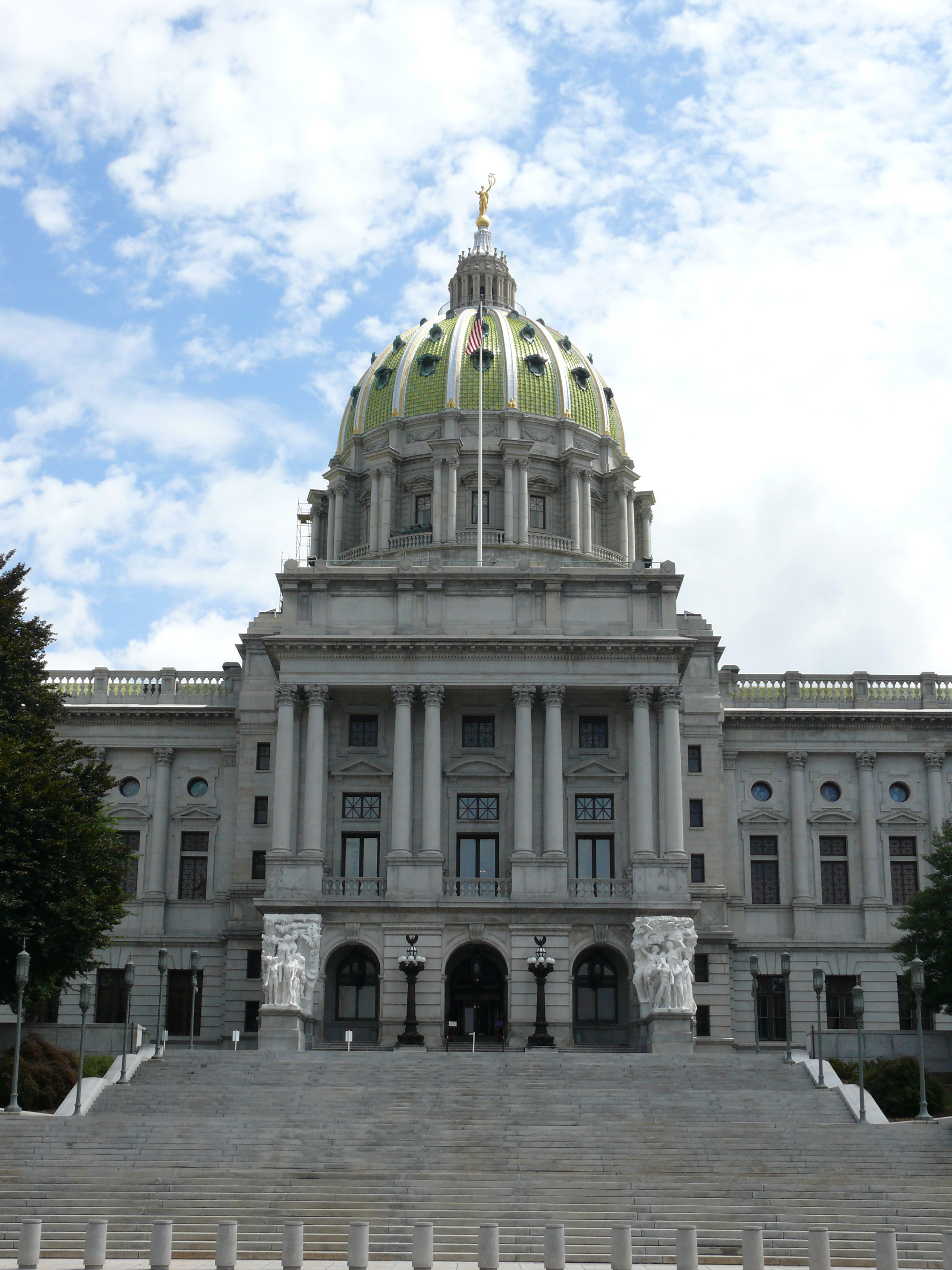
Le capitole de l'État de Pennsylvanie.
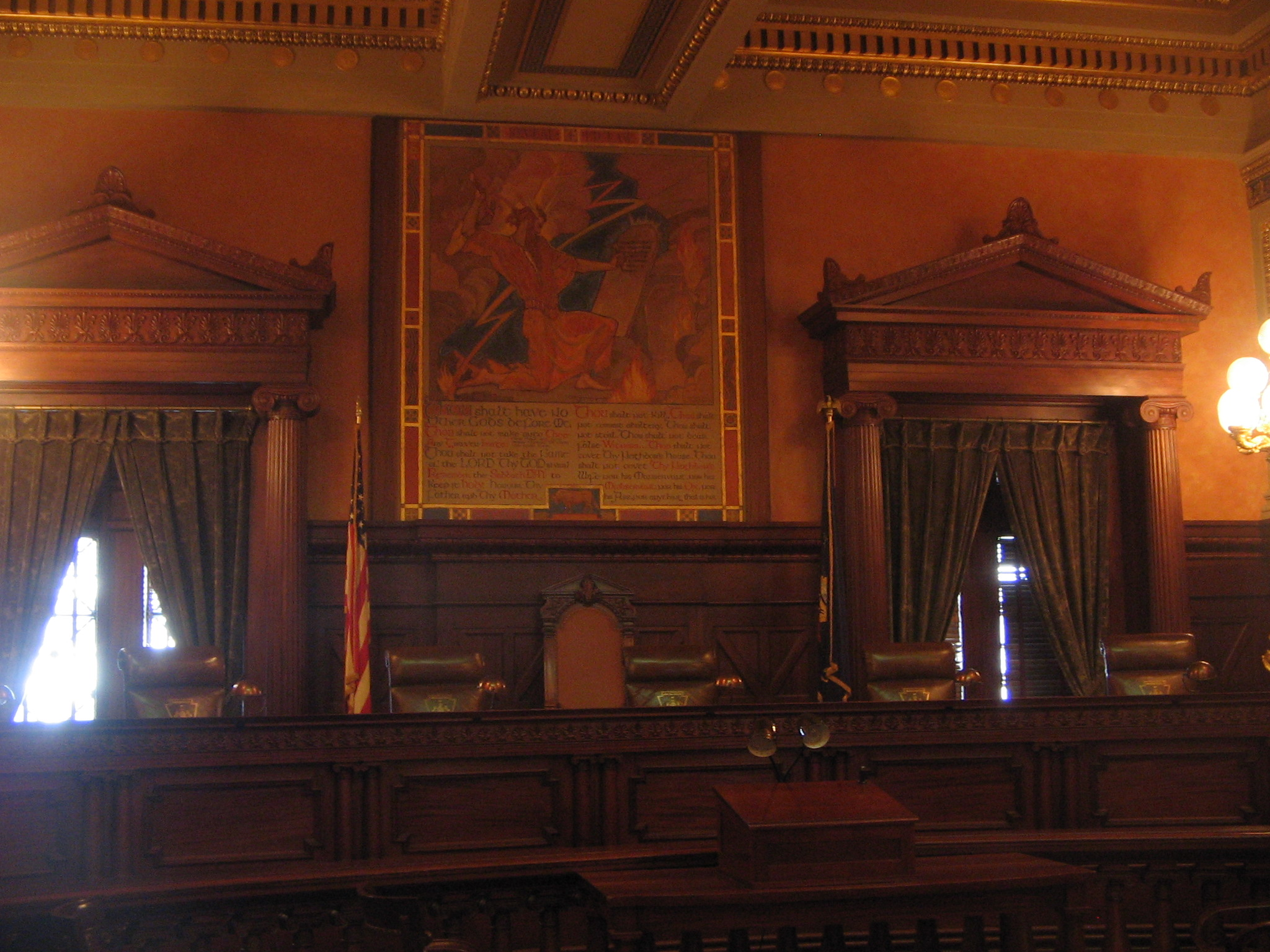
La Cour suprême de Pennsylvanie.

## Culture

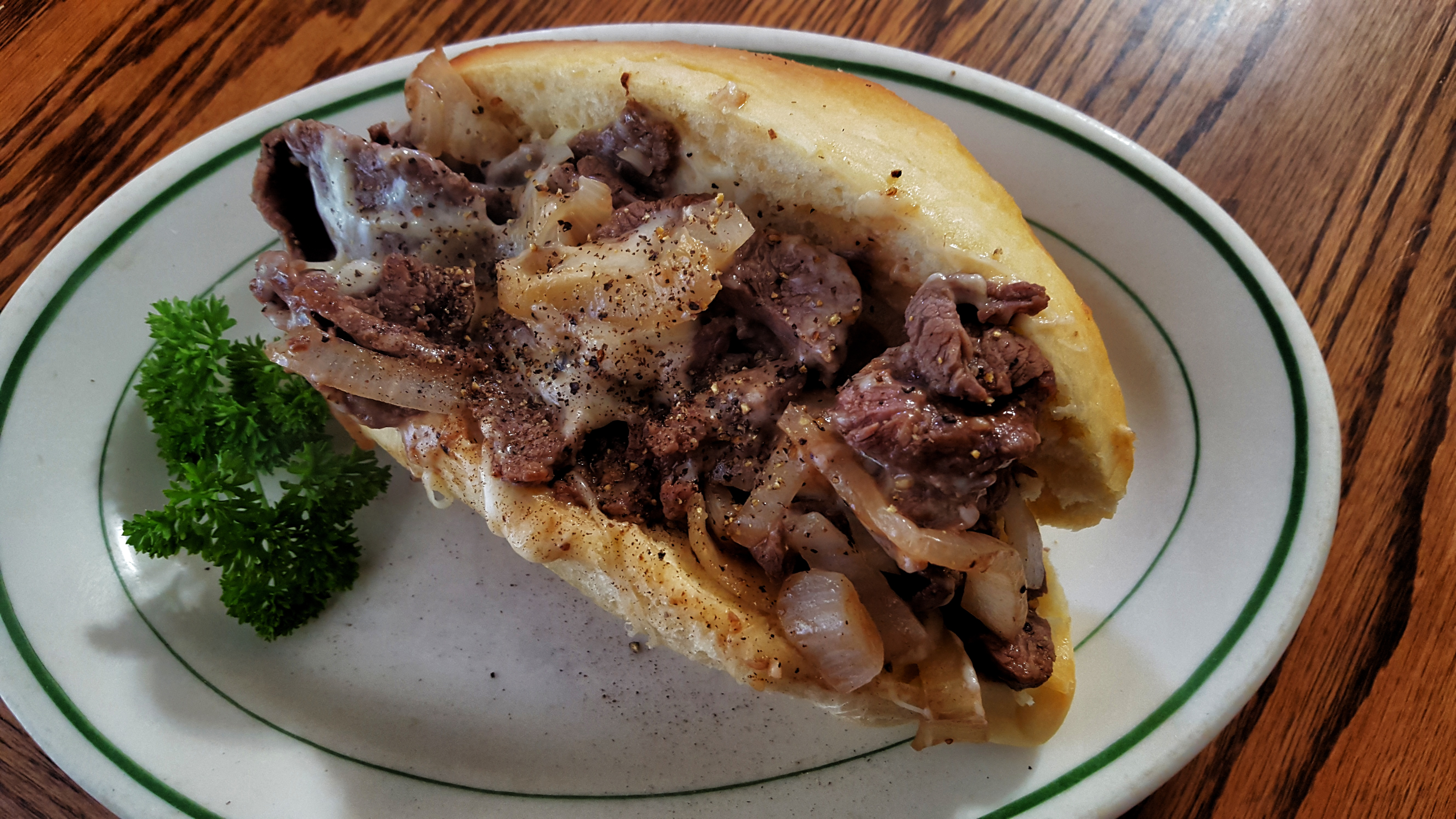
Cheesesteak de Philadelphie.

### Gastronomie
Parmi les plats les plus représentatifs de l'État de la Pennsylvanie on retrouve :
- Chow-chow (légumes)
- Scrapple (en) (viande)
- Shoofly pie (en) (tarte à la mélasse)
- Cheesesteak de Philadelphie (viande)
- Philadelphia Pepper Pot (en) (viande de bœuf)
- Snack (croustilles et bretzels)
- Bière
- Racinette

### Culture populaire
Dans la culture populaire, on y retrouve les célébrités étant nées en Pennsylvanie:
- Taylor Swift (1989)
- Bradley Cooper (1975)
- Sabrina Carpenter (1999)
- Kobe Bryant (1978-2020)
- Marshmello (1992)
- Kevin Hart (1979)
- Joe Biden (1942)

## Écologie
L'exploitation du gaz de schiste produit une grande quantité d’eaux usées rejetées dans la rivière Monongahela, qui alimente plus de 800 000 personnes notamment dans la ville de Pittsburgh. Ces eaux usées sont radioactives à des taux qui peuvent atteindre 1 000 fois les limites autorisées pour l’eau de boisson. Des niveaux un peu moins élevés de radioactivité ont été observés dans la rivière Delaware, qui alimente plus de 15 millions de personnes, dans la région de Philadelphie.

## Sport
Équipes professionnelles
- Steelers de Pittsburgh (NFL)
- Eagles de Philadelphie (NFL)
- Penguins de Pittsburgh (LNH)
- Flyers de Philadelphie (LNH)
- 76ers de Philadelphie (NBA)
- Pirates de Pittsburgh (MLB)
- Phillies de Philadelphie (MLB)
- Union de Philadelphie (MLS)

Équipes universitaires
- Nittany Lions de Penn State (Big Ten Conference)
- Panthers de Pittsburgh (Atlantic Coast Conference)
- Owls de Temple (American Athletic Conference)
- Quakers de Penn (Ivy League)